# هولکات
هولکات (به انگلیسی: Holcot) یک روستا و محله مدنی در بریتانیا است که در Daventry واقع شده‌است. هولکات ۳۹۹ نفر جمعیت دارد.